# Olympische Winterspiele 1994/Nordische Kombination

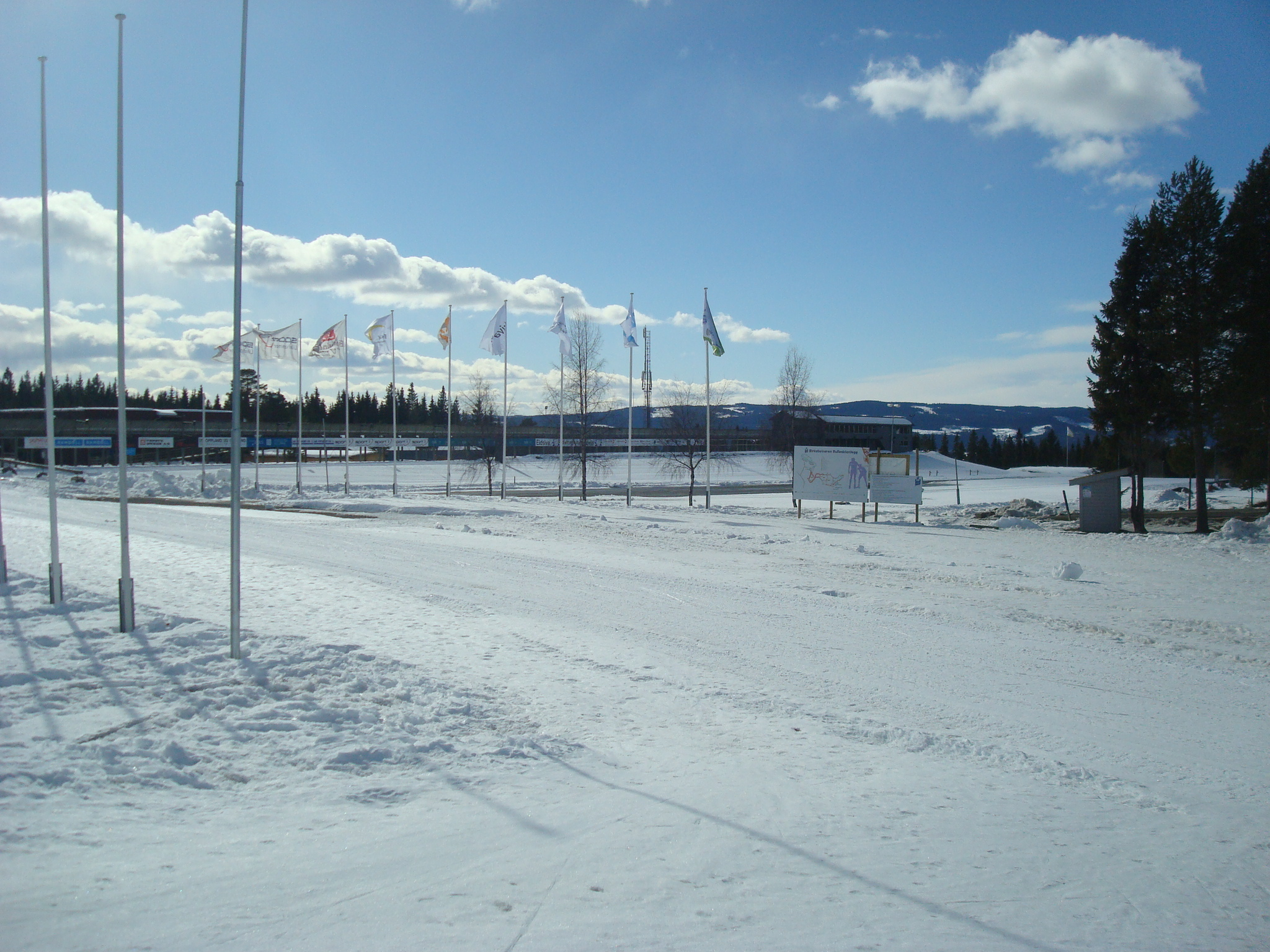
Das Birkebeineren-Skistadion von Lillehammer im Jahr 2013

Bei den XVII. Olympischen Spielen 1994 in Lillehammer fanden zwei Wettbewerbe in der Nordischen Kombination statt. Austragungsort war der Lysgårdsbakken und das Birkebeineren-Skistadion.

## Wettbewerbe und Austragungsmodus
Bei den Spielen von Lillehammer fanden wie bei den beiden olympischen Austragungen zuvor zwei Wettbewerbe statt. In beiden Disziplinen gab es beim Springen eine Neuerung.
1. Einzelwettbewerb: Wie bisher üblich kam zunächst das Springen an die Reihe. Allerdings wurden nicht mehr wie zuvor drei Durchgänge durchgeführt. Die Athleten hatten jetzt nur noch zwei Sprünge, von denen beide in die Wertung kamen.[1] Im Langlauf über fünfzehn Kilometer am darauffolgenden Tag kam jetzt schon zum dritten Mal die Gundersen-Methode zur Anwendung. Die Teilnehmer nehmen dabei das Rennen mit ihren Abständen aus dem Springen auf, sodass die Reihenfolge zu jeder Zeit den Gesamtstand repräsentiert und am Ende auch den Endstand darstellt.[2]
2. Teamwettbewerb: Im zum dritten Mal bei Olympischen Spielen ausgetragenen Wettbewerb bestand jedes Team wiederum aus drei Athleten, die wie im Einzelwettkampf jetzt nur noch jeweils zwei Sprünge absolvierten, von denen beide in die Wertung kamen.[3] Am nächsten Tag kam es zur Entscheidung durch eine 3 × 10-km-Langlaufstaffel, die wie im Einzelwettbewerb per Gundersen-Methode durchgeführt wurde.[4]

## Bilanz

### Medaillenspiegel
| Platz  | Land     | Gold | Silber | Bronze | Gesamt |
| ------ | -------- | ---- | ------ | ------ | ------ |
| 1      | Norwegen | 1    | 1      | 1      | 3      |
| 2      | Japan    | 1    | 1      | –      | 2      |
| 3      | Schweiz  | –    | –      | 1      | 1      |
| Gesamt | Gesamt   | 2    | 2      | 2      | 6      |

### Medaillengewinner
| Disziplin  | Gold                                         | Silber                                                         | Bronze                                                 |
| ---------- | -------------------------------------------- | -------------------------------------------------------------- | ------------------------------------------------------ |
| Einzel     | Fred Børre Lundberg (NOR)                    | Takanori Kōno (JPN)                                            | Bjarte Engen Vik (NOR)                                 |
| Mannschaft | JapanMasashi Abe Takanori Kōno Kenji Ogiwara | NorwegenKnut Tore Apeland Fred Børre Lundberg Bjarte Engen Vik | SchweizJean-Yves Cuendet Hippolyt Kempf Andreas Schaad |

## Einzelwettbewerb

### Ausgangssituation
Der Japaner Kenji Ogiwara war der große Favorit, nachdem er 1993 Weltmeister geworden war und in der vorolympischen Saison den Gesamtweltcup gewonnen hatte. Zum Zeitpunkt der Olympischen Spiele führte er die Weltcupwertung auch wieder an. Ogiwara hatte in der gesamten Saison vor Lillehammer nur einen Wettkampf nicht siegreich abgeschlossen. Die norwegischen Hoffnungen ruhten auf Fred Børre Lundberg, dem Weltmeister von 1991, der bei den Spielen von Albertville favorisiert worden war, dort jedoch als Vierter im Einzelwettbewerb medaillenlos geblieben war.

### Ergebnis

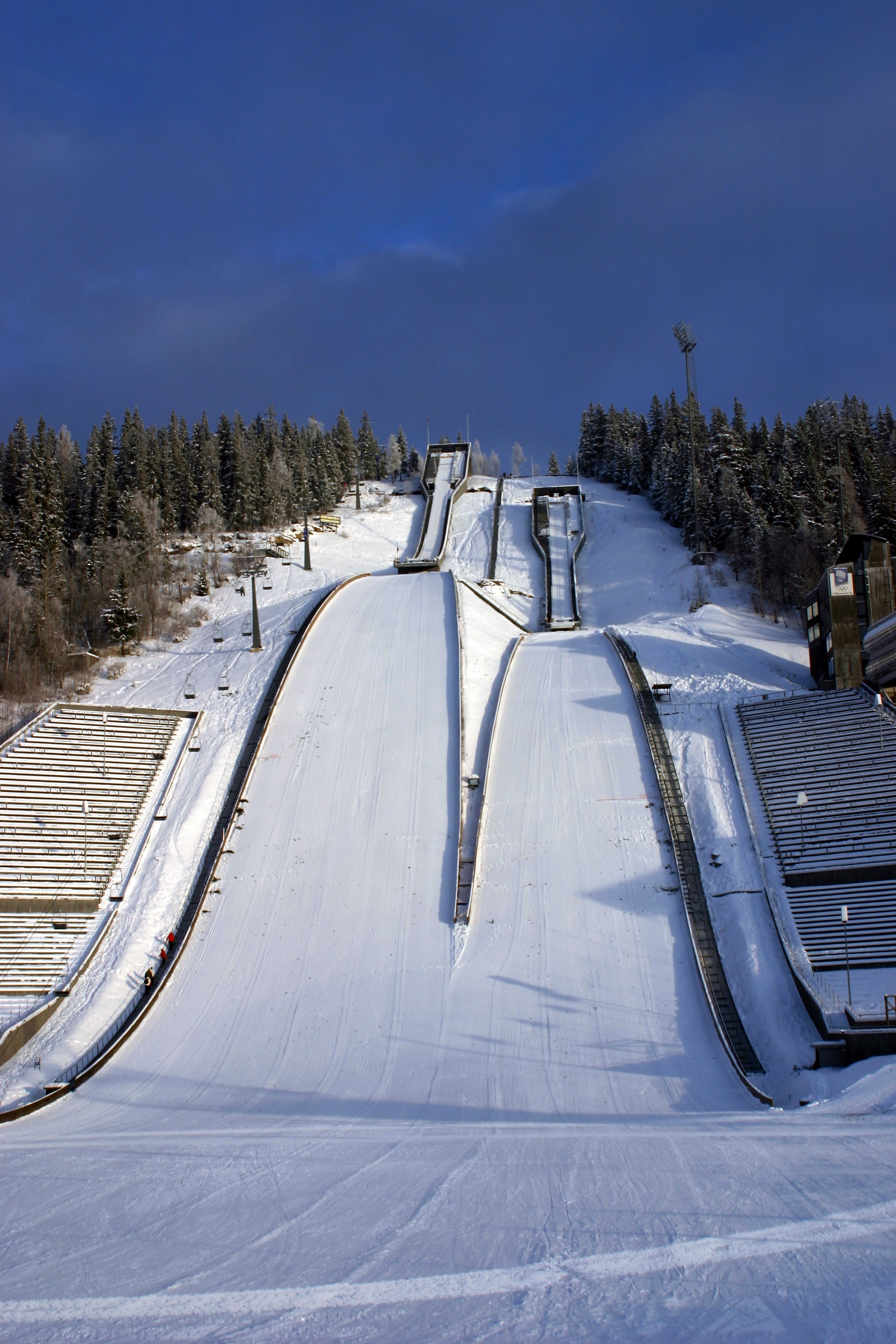
Die Sprungschanzen von Lillehammer (Foto: 2006)

| Rang | Land | Athlet              | Springen    | Langlauf              | Endzeit [min] |
| Rang | Land | Athlet              | Pkte. (Pl.) | Nettozeit [min] (Pl.) | Endzeit [min] |
| ---- | ---- | ------------------- | ----------- | --------------------- | ------------- |
| 01   | NOR  | Fred Børre Lundberg | 247,0 00(1) | 39:07.9 00(8)         | 39:07,8       |
| 02   | JPN  | Takanori Kōno       | 239,5 00(4) | 39:35.4 0(13)         | 40:25,4       |
| 03   | NOR  | Bjarte Engen Vik    | 240,5 00(3) | 39:43.2 0(15)         | 40:26,2       |
| 04   | JPN  | Kenji Ogiwara       | 231,0 00(6) | 39:30.7 0(11)         | 41:17,7       |
| 05   | EST  | Ago Markvardt       | 243,5 00(2) | 41:26.8 0(35)         | 41:50,8       |
| 06   | SUI  | Hippolyt Kempf      | 216,5 00(9) | 39:30.2 0(10)         | 42:53,2       |
| 07   | SUI  | Jean-Yves Cuendet   | 222,0 00(7) | 40:17.5 0(20)         | 43:04,5       |
| 08   | NOR  | Trond Einar Elden   | 201,5 (=17) | 38:07.7 00(1)         | 43:10,7       |
| 09   | FRA  | Sylvain Guillaume   | 202,0 0(16) | 38:18.4 00(2)         | 43:18,4       |
| 10   | JPN  | Masashi Abe         | 207,0 0(14) | 38:55.7 00(4)         | 43:22,7       |
|      |      |                     |             |                       |               |
| 15   | SUI  | Andreas Schaad      | 198,0 0(20) | 39:38.1 0(14)         | 45:05,1       |
| 22   | GER  | Thomas Abratis      | 194,0 0(25) | 40:55.7 0(28)         | 46:48,7       |
| 23   | GER  | Thomas Dufter       | 197,5 0(22) | 41:18.8 0(32)         | 46:48,8       |
| 27   | AUT  | Mario Stecher       | 211,0 0(11) | 43:09.2 0(47)         | 47:09,2       |
| 35   | GER  | Roland Braun        | 209,0 0(12) | 43:17.0 0(48)         | 47:30,0       |
| 37   | AUT  | Felix Gottwald      | 190,5 (=32) | 41:26.1 0(34)         | 47:43,1       |
| 40   | AUT  | Georg Riedlsperger  | 193,0 0(26) | 43:00.2 0(44)         | 49:00,2       |
| 41   | AUT  | Robert Stadelmann   | 190,5 0(33) | 43:07.6 0(45)         | 49:24,6       |
| 42   | GER  | Falk Schwaar        | 168,5 0(44) | 40:53.8 (=26)         | 49:36,8       |
| 46   | SUI  | Markus Wüst         | 167,6 0(46) | 43:36.7 0(49)         | 52:25,7       |

Skispringen: 18. Februar, 12:30 Uhr / Lysgårdsbakken; K-Punkt: 90 m
Langlauf 15 km Freistil: 19. Februar, 10:30 Uhr
Höhenunterschied: 66 m / Maximalanstieg: 45 m / Totalanstieg: 550 m
53 Teilnehmer aus 16 Ländern, alle in der Wertung
Die eigentliche Stärke des favorisierten Kenji Ogiwara war das Springen, doch er wurde auf der Schanze nur Sechster, womit seine Siegchance nur noch gering war, denn nach dem Springen lag der ihm läuferisch überlegene Fred Børre Lundberg vorn. Zweiter war der Este Ago Markvardt, der jedoch nicht als starker Langläufer galt. Lundbergs Vorsprung auf den fünfzehn Kilometern betrug 23 Sekunden auf Markvardt, aber 1:46 Minuten auf Ogiwara. Als Dritter folgte Lundbergs Landsmann Bjarte Engen Vik vor Takanori Kōno.
Lundberg ging vorsichtig ins Rennen. Er war aufgrund seiner läuferischen Fähigkeiten jetzt der klare Favorit, denn die ganz starken Langläufer lagen nach dem Springen zu weit zurück, um ihm gefährlich zu werden. Mit der achtbesten Zeit gewann Lundberg die Goldmedaille, die ihm zwei Jahre zuvor entgangen war. Silber ging überraschend trotz des 13. Platzes im Laufen an Kōno. Vik – im Langlauf Fünfzehnter – gewann die Bronzemedaille. Für Ogiwara reichte es mit der elftschnellsten Zeit nicht zu einer Medaille. Doch fünf Tage später gewann er mit Japan zumindest noch Gold in der Teamwertung.
In den Folgejahren teilten Lundberg (1995), Ogiwara (1997) und Vik (1999/2001) die nächsten vier Weltmeisterschaften unter sich auf. Nächster Olympiasieger wurde Vik, während es für Ogiwara wieder nur zu Platz vier reichen sollte.

## Mannschaftswettbewerb

### Ausgangssituation
Als Favorit ging der Olympiasieger von 1992 und Weltmeister von 1993 Japan in den Wettbewerb.

### Ergebnis
| Rang | Land        | Athleten                                               | Springen    | Langlauf            | Endzeit [h] |
| Rang | Land        | Athleten                                               | Pkte. (Pl.) | Nettozeit [h] (Pl.) | Endzeit [h] |
| ---- | ----------- | ------------------------------------------------------ | ----------- | ------------------- | ----------- |
| 01   | Japan       | Masashi Abe Takanori Kōno Kenji Ogiwara                | 733,5 0(1)  | 1:22:51.8 0(3)      | 1:22:51,8   |
| 02   | Norwegen    | Bjarte Engen Vik Knut Tore Apeland Fred Børre Lundberg | 672,0 0(2)  | 1:22:33.9 0(2)      | 1:27:40,9   |
| 03   | Schweiz     | Jean-Yves Cuendet Andreas Schaad Hippolyt Kempf        | 643,5 0(3)  | 1:23:09.9 0(4)      | 1:30:39,9   |
| 04   | Estland     | Magnar Freimuth Allar Levandi Ago Markvardt            | 619,0 0(4)  | 1:23:35.4 0(5)      | 1:33:07,4   |
| 05   | Tschechien  | Milan Kučera Zbyněk Pánek František Maka               | 609,0 0(6)  | 1:24:05.9 0(6)      | 1:34:55,9   |
| 06   | Frankreich  | Stéphane Michon Fabrice Guy Sylvain Guillaume          | 557,5 (10)  | 1:20:53.0 0(1)      | 1:35:32,0   |
| 07   | USA         | John Jarrett Todd Lodwick Ryan Heckman                 | 602,0 0(7)  | 1:25:10.4 0(8)      | 1:36:07,4   |
| 08   | Finnland    | Topi Sarparanta Jari Mantila Tapio Nurmela             | 592,0 0(9)  | 1:24:32.4 0(7)      | 1:36:19,4   |
| 09   | Österreich  | Georg Riedlsperger Mario Stecher Felix Gottwald        | 609,0 0(5)  | 1:27:47.5 (10)      | 1:38:09,5   |
| 10   | Deutschland | Thomas Dufter Roland Braun Thomas Abratis              | 595,0 0(8)  | 1:26:53.4 0(9)      | 1:38:25,4   |
| 11   | Italien     | Simone Pinzani Andrea Longo Andrea Cecon               | 544,5 (11)  | 1:29:27.1 (11)      | 1:45:11,1   |
| 12   | Russland    | Stanislaw Dubrowski Waleri Stoljarow Waleri Kobelew    | 503,0 (12)  | 1:30:43.0 (12)      | 1:49:55,0   |

Skispringen: 23. Februar, 11:30 Uhr / Lysgårdsbakken; K-Punkt: 90 m
Langlauf 3 × 15 km Freistil: Datum: 24. Februar, 10:00 Uhr
Höhenunterschied: 66 m / Maximalanstieg: 45 m / Totalanstieg: 398 m
12 Teams am Start, alle in der Wertung
Die favorisierten Japaner enttäuschten nicht. Ihre Stärke war das Springen, wenn es sich um einen Einzelwettbewerb gehandelt hätte, wären drei der ersten fünf Plätze (1-3-5) unter den 36 Springern an Japan gegangen. Das heißt die einzelnen Athleten präsentierten sich im Springen deutlich stärker als im Einzelspringen in der Woche zuvor. Ihr Vorsprung war riesig und betrug 5:07 Minuten vor Norwegen beziehungsweise 7:30 Minuten vor der Schweiz.
Damit war Japan kaum noch einzuholen. Frankreich erzielte im Staffelteil die beste Zeit und war damit 1:40,9 Minuten schneller als Norwegen. Japan lag nur weitere achtzehn Sekunden zurück auf dem dritten Platz und gewann die Goldmedaille mit einem Vorsprung von 4:49,1 Minuten. Norwegen und die Schweiz behaupteten ihre Positionen aus dem Springen und gewannen Silber (Norwegen) und Bronze (Schweiz).
Der allzu deutliche Sieg der Japaner hier in Lillehammer und ihr ebenso dominanter Gewinn der Weltmeisterschaft 1993 führten zu einer Regeländerung. Bei den Weltmeisterschaften 1995 wurde der Mannschaftswettbewerb erstmals mit vier Athleten durchgeführt. In die Wertung gingen die Sprünge aller vier Sportler ein, der Lauf wurde auf eine 4 × 5-km-Staffel umgestellt.

## Videolink
- Lillehammer 1994 Nordic Combined TEAM 3 x 15km Olympic Wintergames 94, youtube.com. Abgerufen am 18. August 2023